# 베버 (스위스)
베버(Bever [ˈbevəɾ] (도움말·정보), 독일어 및 1943년까지 공식명은 Bevers)는 스위스 그라우뷘덴주의 말로야구에 있는 시정촌이다.

## 역사
베버는 1139년에 ad Bevero로 처음 언급되었다.

## 지리

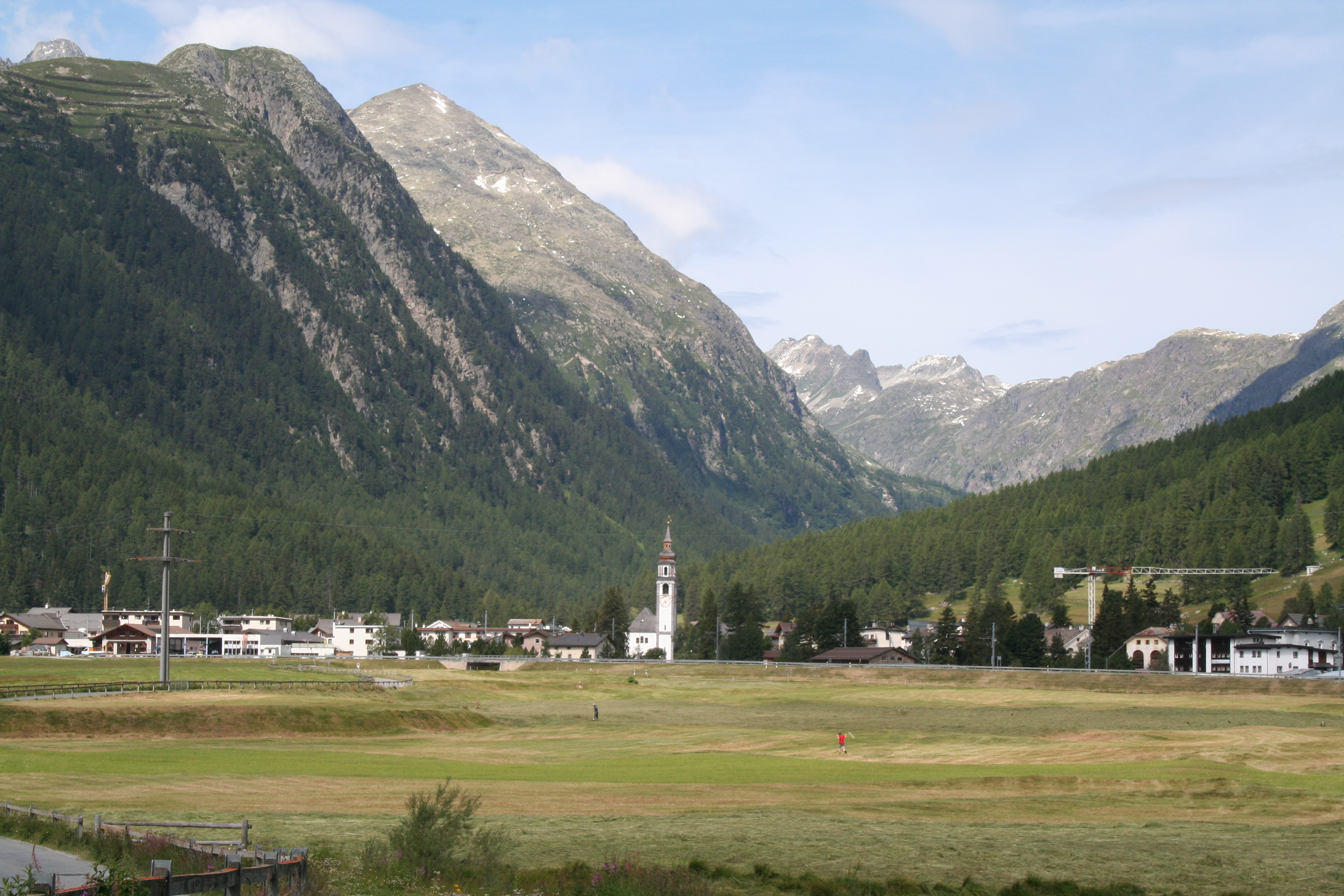
베버의 풍경

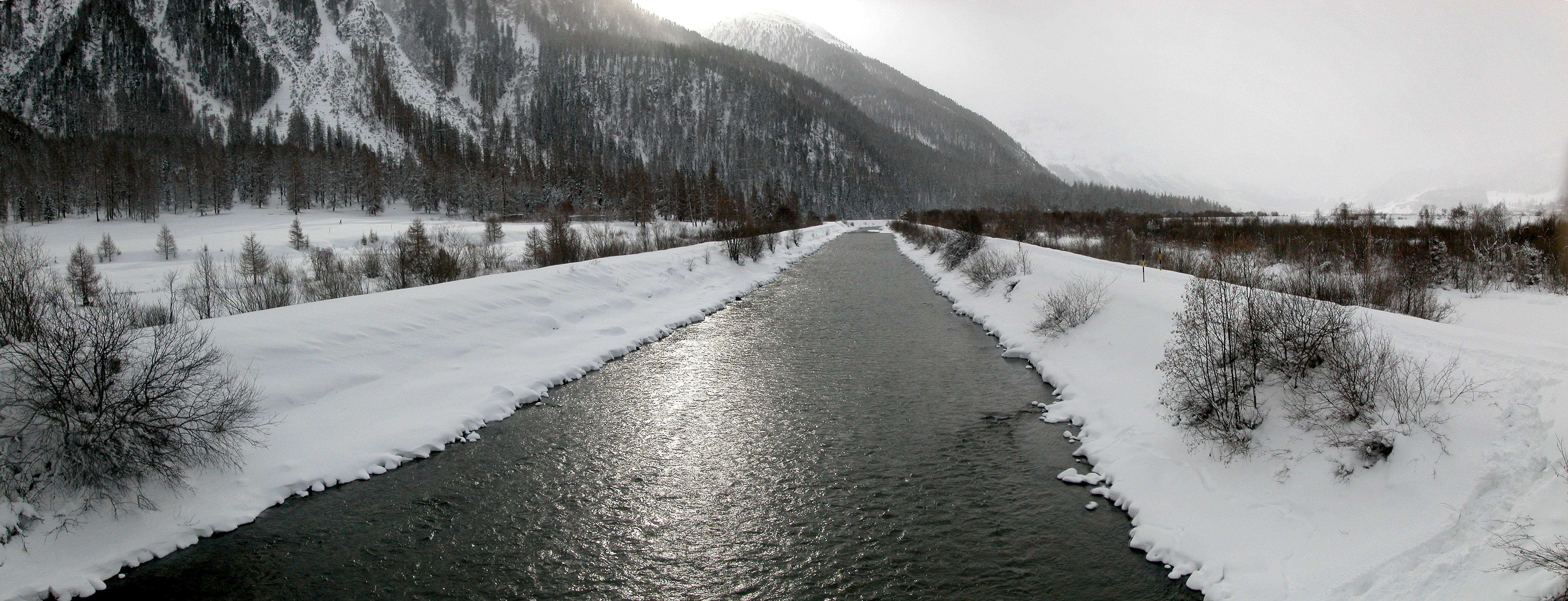
베버의 인강

2004년 9월 조사 기준, 베버의 면적은 45.75k㎡이다. 이 면적 중 약 15.3%가 농업용으로 사용되고, 15.1%가 산림이다. 나머지 토지 중 1.2%는 정착지(건물 또는 도로)이고 68.4%는 비생산적인 토지이다. 지난 20년(1979/85-2004/09) 동안 정착된 토지의 양은 9ha 증가하고, 농경지는 41ha 감소했다.
2017년까지 시정촌은 말로야 지역의 상부 엥가딘 하위 지역에 위치했으며, 2017년 이후 말로야 지역의 일부였다. 그것은 인강에 위치하고 있으며, 인공호수 그라바차 호수가 근처에 있다. 베버 마을과 알불라 터널 입구에 있는 슈피나스 마을로 구성되어 있다. 1943년까지 베버는 Bevers로 알려졌다.

## 인구통계
2020년 12월 기준, 비버의 인구는 584명이다. 2013년 기준으로 인구의 17.4%가 거주하는 외국인이다. 지난 3년(2010-2013) 동안 인구는 -4.09%의 비율로 변경되었다. 2013년 지자체의 출생률은 3.2명이었고 사망률은 인구 1,000명당 7.9명이었다.
2000년 기준으로 인구의 성별 분포는 남성 51.5%, 여성 48.5%였다.
2013년 기준으로 아동·청소년(0~19세)이 14.8%, 성인(20~64세)이 68.6%, 노인(64세 이상)이 16.6%를 차지한다.
2013년에 베버에는 289개의 개인 가구가 있었고 평균 가구 규모는 2.17명이었다. 2000년 시정촌의 183개 주거동 중 단독주택이 약 39.9%, 다가구주택이 37.2%였다. 또한, 건물의 약 32.8%가 1919년 이전에 지어졌고, 19.1%는 1991년에서 2000년 사이에 지어졌다. 2012년에 시정촌에 새 주택 건설이 없었다. 2014년 시정촌 공실률은 0.32%였다.
역사적 인구는 다음 차트에 나와 있다.

## 정치
2015년 연방 선거에서 가장 인기 있는 정당은 28.4%의 득표율로 SVP였다. 그 다음으로 가장 인기 있는 3개 정당은 SP (26.0%), FDP (15.5%), BDP(14.4%)였다. 이번 연방 총선에서는 총 242표를 득표했고, 투표율은 51.9%였다. 2015년 선거는 2011년과 비교하여 득표율에 큰 변화가 있었다. SVP가 받은 득표율은 2011년 22.5%에서 2015년 28.4%로 급격히 증가했다.
2007년 연방 선거에서 가장 인기 있는 정당은 34.8%의 득표율을 기록한 SP였다. 그 다음으로 가장 인기 있는 3개 정당은 SVP (30.9%), FDP (20%), 지역 소규모 우익 정당(7.5%)이었다.

## 교육
베버에서는 인구의 약 80.5%(25-64세 사이)가 비필수 고등교육 또는 추가 고등교육(대학 또는 응용학문대학)을 완료했다.

## 경제
2012년 기준으로 시정촌에 고용된 사람은 총 335명이다. 이 중 1차 경제 부문 7개 사업체에서 총 22명이 일했다. 2차 부문은 8개의 개별 사업에서 144명의 근로자를 고용했다. 마지막으로, 3차 부문은 50개 기업에서 169개의 일자리를 제공했다. 2013년에는 인구의 0.0%가 사회 지원을 받았다.

## 언어
2000년 기준, 인구 대부분은 독일어(66.6%)를 사용하며, 로만슈어가 2위(18.9%), 이탈리아어가 3위(11.7%)이다. 19세기 중반까지 전체 인구는 푸터의 상부 엥가딘 로만슈어 방언을 사용했다. 외부 세계와의 무역 증가로 인해 로만슈어 사용이 감소하기 시작했다. 1880년에는 약 81%가 로만슈어를 모국어로 사용했지만, 1910년에는 59%에 불과했다. 로만슈어가 베버에서 가장 많은 언어가 된 것은 1941년이 마지막이다. 제2차 세계 대전 이후 독일어는 명백한 다수 언어가 되었다. 그러나 1990년대에 많은 독일어 사용자가 마을에서 멀어지면서 로만슈어 사용자의 비율이 증가했다. 1990년에는 베버의 로만슈어를 이해하는 사람이 47%였고, 2000년에는 45%였다.
| 베버의 언어 |             |             |             |             |             |             |             |             |
| 언어        | Census 1970 | Census 1970 | Census 1980 | Census 1980 | Census 1990 | Census 1990 | Census 2000 | Census 2000 |
| 언어        | 수          | 비율        | 수          | 비율        | 수          | 비율        | 수          | 비율        |
| 독일어      | 135         | 36.8%       | 175         | 40.5%       | 292         | 58.9%       | 420         | 66.6%       |
| 로만슈어    | 123         | 33.5%       | 156         | 36.1%       | 120         | 24.2%       | 119         | 18.9%       |
| 이탈리아어  | 104         | 28.3%       | 87          | 20.1%       | 73          | 14.7%       | 74          | 11.7%       |
| 전체        | 367         | 100%        | 432         | 100%        | 496         | 100%        | 631         | 100%        |

## 교통
지자체에는 두 개의 기차역인 베버와 슈피나스가 있다. 둘 다 래티셰 철도 노선에 있으며, 생모리츠, 스쿠올-타라스프, 쿠어, 란트콰르트 및 폰트레시나까지 정기적으로 운행한다.